# Otochilus pseudoporrectus
Otochilus pseudoporrectus är en orkidéart som beskrevs av Gunnar Seidenfaden och Leonid Vladimirovitj Averjanov. Otochilus pseudoporrectus ingår i släktet Otochilus och familjen orkidéer.
Artens utbredningsområde är Vietnam. Inga underarter finns listade i Catalogue of Life.